# Scarlett Point
Scarlett Point är en udde i Sydgeorgien och Sydsandwichöarna (Storbritannien). Den ligger i den sydöstra delen av Sydgeorgien och Sydsandwichöarna. Scarlett Point ligger på ön Montagu Island.
Terrängen inåt land är varierad. Havet är nära Scarlett Point åt sydost.  Det finns inga samhällen i närheten. 